# Xorilbia
Genre
Xorilbia est un genre de pseudoscorpions de la famille des Ideoroncidae.

## Distribution
Les espèces de ce genre se rencontrent au Brésil et au Venezuela.

## Liste des espèces
Selon Pseudoscorpions of the World (version 3.0) :
- Xorilbia arboricola (Mahnert, 1979)
- Xorilbia gracilis (Mahnert, 1985)
- Xorilbia lamellifer (Mahnert, 1985)

## Publication originale
- Harvey & Mahnert, 2006 : The systematic position of the Amazonian species of Albiorix (Pseudoscorpiones, Ideoroncidae). Journal of Arachnology, vol. 34, no 1, p. 227-230 (texte intégral).